# Abraham Code

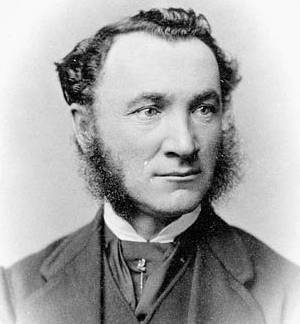
Abraham Code.

Abraham Code (nacido en Lanark Township el 28 de diciembre de 1828 – 23 de marzo de 1898 en Ottawa) fue un empresario y político de Ontario. Representó a Lanark Sur en la Asamblea Legislativa de Ontario entre 1869 y 1879.
Sirvió como reeve en Drummond Township entre 1860 y 1875. Code construyó un gran molino de madera en Carleton Place en 1871. Se vio forzado a cerrarlo debido a las dificultades financieras en 1878. Fue elegido en la legislatura provincial en 1869 en unas elecciones que tuvieron lugar tras la muerte de William McNairn Shaw. Code pasó a formar parte del Ministerio federal de Renta Interna como Inspector de Pesos y Medidas en 1880.